# Yusei Nakahara
Yusei Nakahara (født 15. juni 1993) er en japansk fodboldspiller, som spiller for den japanske fodboldklub Kagoshima United FC.